# Bulbophyllum ablepharon
Bulbophyllum ablepharon là một loài phong lan thuộc chi Bulbophyllum.